# Bärbel Schölzel
Bärbel Schölzel (z domu Lockhoff, ur. 9 października 1959 w Berlinie) – niemiecka lekkoatletka specjalizująca się w biegach sprinterskich, olimpijka. Reprezentowała Niemiecką Republikę Demokratyczną.
Na arenie międzynarodowej odniosła następujące sukcesy:
| Rok  | Miejsce   | Zawody                      | Konkurencja                                    | Pozycja     | Wynik             |
| ---- | --------- | --------------------------- | ---------------------------------------------- | ----------- | ----------------- |
| 1977 | Donieck   | mistrzostwa Europy juniorów | bieg na 100 m bieg na 200 m sztafeta 4 × 100 m | złoty medal | 11,48 23,12 44,17 |
| 1983 | Budapeszt | halowe mistrzostwa Europy   | bieg na 60 m                                   | 5. miejsce  | 7,24              |

W 1980 r. podczas letnich igrzysk olimpijskich w Moskwie była zawodniczką rezerwową w sztafecie 4 × 100 m (nie wystąpiła w finale, biegów eliminacyjnych nie rozegrano).
Trzykrotna medalistka mistrzostw NRD: brązowa w biegu na 200 m (1978) oraz złota (1976) i brązowa (1977) w sztafecie 4 × 100 m.
Pięciokrotna medalistka halowych mistrzostw NRD: dwukrotnie brązowa w biegu na 60 m (1982, 1983) oraz złota (1984), srebrna (1982) i brązowa (1983) w biegu na 100 jardów.
Rekordy życiowe: 
- stadion

- bieg na 100 m – 11,11 (8 czerwca 1983, Berlin)
- bieg na 200 m – 22,65 (18 maja 1980, Erfurt)
- sztafeta 4 × 100 m – 41,97 (28 sierpnia 1982, Poczdam)

- hala

- bieg na 50 m – 6,31 (20 stycznia 1980, Berlin)
- bieg na 60 m – 7,20 (19 lutego 1983, Senftenberg)
- bieg na 100 m – 11,32 (5 lutego 1983, Berlin)